# Giorgio Lopez
Giorgio Lopez (Napoli, 16 febbraio 1947 – Roma, 10 agosto 2021) è stato un attore, doppiatore, direttore del doppiaggio e regista teatrale italiano.
Parallelamente a una lunga carriera teatrale, è stato il doppiatore principale di Danny DeVito, John Cleese, Pat Morita e, in particolare dopo la morte di Ferruccio Amendola (avvenuta nel 2001), Dustin Hoffman.

## Biografia
Era il primo dei cinque figli di Aldo Lopez, direttore di banca, e Gigliola Tagliaferri, casalinga.
Diplomatosi al Liceo Terenzio Mamiani e nel 1969 all'Accademia d'arte drammatica "Silvio D'Amico", nel 1974 conseguì anche la laurea in Lettere all'Università degli Studi di Roma "La Sapienza", con relatore Ferruccio Marotti, dopo aver lasciato la facoltà di Ingegneria, avendo fallito il primo esame, quello di Chimica, dove suo insegnante era  Paolo Silvestroni.
Accanto a una lunga carriera teatrale come attore, regista e drammaturgo, interpretò alcuni ruoli in televisione, fra cui quello del commissario Salvi nella serie Professione fantasma, la quale vedeva protagonista suo fratello minore Massimo, che in seguito diresse a teatro in uno spettacolo-concerto di grande successo: Ciao Frankie, un omaggio alla figura di Frank Sinatra, più volte replicato nell'arco di sei anni e portato in scena anche al Colony Theatre di Miami.
Come doppiatore, Giorgio Lopez prestò la voce a importanti interpreti cinematografici, come Danny DeVito e John Cleese, ma anche Dustin Hoffman, che cominciò a doppiare in coppia con Ferruccio Amendola in Sleepers e Sesso & potere, in cui Amendola doppiava Robert De Niro, e ad attori come John Hurt, Ian Holm, Bob Hoskins, Pat Morita nella celebre serie di Karate Kid e Groucho Marx in molti ridoppiaggi; Lopez doppiò inoltre il dottor Younan Nowzaradan nelle prime otto stagioni del reality show Vite al limite. Fu attivo anche come direttore di doppiaggio.
Dal 1996 al 2020 è stato il doppiatore principale di Paperon de' Paperoni, sostituendo Gigi Angelillo; ha dato inoltre voce a svariati personaggi nelle serie animate di Matt Groening Futurama, di cui ha anche diretto il doppiaggio e adattato i dialoghi delle prime sette stagioni, e I Simpson.
Nel luglio 2009 vinse il premio Leggio d'oro per la direzione del doppiaggio del film Houdini - L'ultimo mago e nel 2015 ottenne il premio alla carriera al festival delle voci d'attore.
Malato da anni di diabete e di una cardiopatia che l'aveva costretto a vivere con quattro bypass, è morto a Roma il 10 agosto 2021, all'età di 74 anni. Riposa al Cimitero Flaminio.

### Vita privata
Fratello maggiore di Massimo Lopez, era padre dei doppiatori Gabriele e Andrea Lopez. Sposato in seconde nozze con Rossella Celindano.

## Teatro

### Attore
- Barocco ineffabile con strumenti di Elvio Porta, regia di Armando Pugliese, Accademia nazionale d'arte drammatica (1969)[7]
- I dodici mesi, musiche di Paolo Conte (1969)
- Madre Courage e i suoi figli di Bertold Brecht, regia di Luigi Squarzina, prima a Genova, Politeama Genovese, 17 marzo 1970.[8]
- Escurial di Michel de Ghelderode, regia di Armando Pugliese (1970)
- Il Tartufo, ovvero vita amori autocensura e morte in scena del signor di Molière nostro contemporaneo, da Molière e Michail Bulgakov, prima alla Sala E. Duse di Genova il 10 gennaio 1971.[9]
- Giulio Cesare di William Shakespeare, regia di Luigi Squarzina (1971)[10]
- 8 settembre di Enzo De Bernart, Ruggero Zangrandi e Luigi Squarzina, regia di Luigi Squarzina, prima al Politeama Genovese il 13 marzo 1971.[11]
- Il barone rampante di Italo Calvino, regia di Armando Pugliese (1972)
- Il matrimonio di Nikolaj Vasil'evič Gogol', regia di Armando Pugliese (1975)
- Lear di Edward Bond, regia di Antonio Calenda (1976)
- Centocinquanta la gallina canta di Achille Campanile (1976)
- L'opera dei morti di fame, regia di Armando Pugliese (1976)
- L'ultimo anno del principe, regia di Paolo Rubei, Teatro Stabile d'Abruzzo (1976)[12]
- A piacer vostro di William Shakespeare, regia di Antonio Calenda, Teatro Stabile dell'Aquila (1977-1978)[13][14][15]
- Don Chisciotte da Miguel de Cervantes e Michail Bulgakov, regia di Armando Pugliese, musiche di Eugenio Bennato (1978)[16]
- Riccardo III di William Shakespeare, regia di Antonio Calenda, Teatro Stabile dell'Aquila, 21 dicembre 1979.[17]
- La passione (Sacra Rappresentazione), regia di Antonio Calenda (1980)
- Operetta di Witold Gombrowicz, regia di Antonio Calenda, Teatro Valle di Roma (1980)[18]
- Il malloppo di Joe Orton, regia di Massimo Milazzo (1984)
- Room Service di John Murray e Allen Boretz, regia di Massimo Milazzo (1984)
- È arrivato Godot di Giorgio Lopez, regia di Massimo Milazzo, Compagnia dei Cenci (1985, 1988)[19]
- Sipari e siparietti di Giorgio Lopez e Mino Caprio, regia di Massimo Milazzo (1986)
- La morte bussa e i suoi effetti collaterali di Woody Allen, regia di Massimo Milazzo (1986)
- Fra le ali della notte, testo e regia di Giorgio Lopez (1986,[20] 1989)[21]
- A volte un gatto di Cristiano Censi, regia di Massimo Milazzo, con Carmen Onorati, Mino Caprio e Paola Valentini (1990-1991)[22]
- Cosa ti spinge a far questo?, testo e regia di Giorgio Lopez, musiche di Stefano Marcucci, Compagnia "Il flauto magico" (1990, 1993-1994)[23][24]
- Inaudito, testo e regia di Giorgio Lopez (2000, 2015)
- Considerazioni di uno scampato, testo e regia di Giorgio Lopez (2005)
- Il poeta e lo stregone, testo e regia di Giorgio Lopez (2007)
- Travolti da un'insolita famiglia di Stefano Santerini e Luciana Frazzetto, regia di Massimo Milazzo (2010-2013)
- Varie-Età, testo e regia di Giorgio Lopez (2013)
- Serata d'onore, Teatro Stabile d'Abruzzo (2013)[25]
- Canzoni, poesie, stornelli all'osteria romana di Giorgio Lopez e Paolo Gatti, regia di Giorgio Lopez (2014)
- Io sono Dio di Giorgio Lopez, regia di Rossella Celindano, con Enrico Di Troia, Teatro Petrolini (2015)[26]
- In nome del Papa Re di Luigi Magni, regia di Antonello Avallone, con Enzo Garinei (2015)[27]
- Eduardo, Totò, Trilussa, regia di Giorgio Lopez (2016)
- Tracce, testo e regia di Giorgio Lopez (2017)

### Regista
- Fra le ali della notte (1986, 1989)
- Cosa ti spinge a far questo? (1990, 1993-1994)
- Miserere di Giorgio Lopez (1995)[28]
- Inaudito (2000, 2015)
- Considerazioni di uno scampato (2005-2011)
- Ciao Frankie, con Massimo Lopez, musiche eseguite dalla Big Band Jazz Company diretta da Gabriele Comeglio (2005-2011)[3]
- Oh, Romeo di Ephraim Kishon (2006-2010)[20][29][30]
- Il poeta e lo stregone (2007)
- Varie-Età (2013)
- Canzoni, poesie, stornelli all'osteria romana (2014)
- Eduardo, Totò, Trilussa (2016)
- Tracce (2017)

## Filmografia

Giorgio Lopez nel film Mezzo destro mezzo sinistro - 2 calciatori senza pallone (1985)

- Madre Courage e i suoi figli di Bertold Brecht, regia di Luigi Squarzina - prosa televisiva (1970)[8]
- Giulio Cesare di William Shakespeare, regia di Luigi Squarzina - prosa televisiva (1971)[10]
- 8 settembre di Enzo De Bernart, Ruggero Zangrandi e Luigi Squarzina, regia di Luigi Squarzina - prosa televisiva (1971)[11]
- La minorenne, regia di Silvio Amadio (1974)
- La contessa Lara - miniserie TV, seconda puntata, regia di Dante Guardamagna (1975)
- Il garofano rosso - miniserie TV, prima puntata, regia di Piero Schivazappa (1976)
- A piacer vostro di William Shakespeare, regia di Antonio Calenda, prosa televisiva trasmessa da Rai 2 il 5 maggio 1979.[14][31]
- Gioco di morte - film TV, regia di Enzo Tarquini (1980)
- Mezzo destro mezzo sinistro - 2 calciatori senza pallone, regia di Sergio Martino (1985)
- Professione fantasma - serie TV (1998)
- Don Matteo - serie TV, episodio 3x10 (2002)

## Radio
- Tra l'incudine e il martello (varietà, Rai Radio 2, 1988)
- Koo e Papà DNA in Domino (sceneggiato, Rai Radio 2, 1998)
- Sherlock Holmes: Uno studio in rosso (sceneggiato, 1999)

## Doppiaggio

### Film
- Danny DeVito in Palle d'acciaio, Getta la mamma dal treno, I gemelli, I soldi degli altri, Batman - Il ritorno, Hoffa - Santo o mafioso?, Un eroe piccolo piccolo, Junior, Matilda 6 mitica, Mars Attacks!, L.A. Confidential, L'uomo della pioggia - The Rainmaker, Kiss, Man on the Moon, Chi ha ucciso la signora Dearly?, Lo scroccone e il ladro, Il colpo, Austin Powers in Goldmember, Anything Else, Big Fish - Le storie di una vita incredibile, Christmas in Love, Even Money, Relative Strangers - Aiuto! sono arrivati i miei, 10 cose di noi, Conciati per le feste, The Good Night, Reno 911!: Miami, Nobel Son - Un colpo da Nobel, House Broken - Una casa sottosopra, Solitary Man, La fontana dell'amore, Wiener-Dog, Dumbo, Jumanji: The Next Level
- Dustin Hoffman in Sleepers, Sesso & potere, Giovanna d'Arco, Moonlight Mile - Voglia di ricominciare, Confidence - La truffa perfetta, La giuria, Mi presenti i tuoi?, Lemony Snicket - Una serie di sfortunati eventi, The Lost City, Profumo - Storia di un assassino, L'amore non va in vacanza, Vero come la finzione, Mr. Magorium e la bottega delle meraviglie, La versione di Barney, Vi presento i nostri, Chef - La ricetta perfetta, The Program, Mr Cobbler e la bottega magica, L'ottava nota - Boychoir, The Meyerowitz Stories, L'uomo del labirinto
- John Cleese in  Silverado, Un pesce di nome Wanda, Creature selvagge, Il mondo non basta, Rat Race, La morte può attendere, Charlie's Angels - Più che mai, Pluto Nash, Monty Python - Il senso della vita (ridoppiaggio), Il giro del mondo in 80 giorni, Il diario di Jack, La Pantera Rosa 2
- John Hurt in Harry Potter e la pietra filosofale, Hellboy, Hellboy: The Golden Army, Harry Potter e i Doni della Morte - Parte 1, Harry Potter e i Doni della Morte - Parte 2, Melancholia, La talpa, Snowpiercer, Solo gli amanti sopravvivono
- Groucho Marx in Noci di cocco, Animal Crackers, Monkey Business - Quattro folli in alto mare, Un giorno alle corse (ridoppiaggio), Servizio in camera, Tre pazzi a zonzo (ridoppiaggio), I cowboys del deserto (ridoppiaggio), Una ragazza in ogni porto
- Ian Holm in Greystoke - La leggenda di Tarzan, il signore delle scimmie, La primavera di Michelangelo, Il dolce domani, Simon Magus, The Last of the Blonde Bombshells, Esther Kahn, La mossa del diavolo, O' Jerusalem
- Wallace Shawn ne La maledizione dello scorpione di giada, Duplex - Un appartamento per tre, Melinda e Melinda, Puzzole alla riscossa, Admission - Matricole dentro o fuori, Storia di un matrimonio, Rifkin's Festival
- Bob Hoskins in Sweet Liberty - La dolce indipendenza, La cugina Bette, La fiera della vanità, Stay - Nel labirinto della mente, We Want Sex
- Pat Morita in Per vincere domani - The Karate Kid, Karate Kid II - La storia continua..., Karate Kid III - La sfida finale, Karate Kid 4, King Cobra, Spymate
- Michael Jeter in Sister Act 2 - Più svitata che mai, Omicidio nel vuoto, Il miglio verde, The Gift, Terra di confine - Open Range
- Paul Guilfoyle in Cadillac Man - Mister occasionissima, Analisi finale Destini incrociati, Session 9
- James Cromwell in Spider-Man 3, Becoming Jane, Il mondo dei replicanti
- Bruce McGill in Volo 232 - Atterraggio di emergenza, Ferite mortali, Obsessed
- voce narrante in Harry ti presento Sally, Uomo d'acciaio, Fräulein - Una fiaba d'inverno[32]
- Joe Mantegna in Body of Evidence - Il corpo del reato, Baby Birba - Un giorno in libertà
- Tom Arnold in True Lies, Nine Months - Imprevisti d'amore
- Cheech Marin in Paulie - Il pappagallo che parlava troppo, Fuga dal Natale
- Rade Šerbedžija in Mission: Impossible 2, Battle in Seattle - Nessuno li può fermare
- Ned Beatty ne Il corpo del reato, La guerra di Charlie Wilson
- Joseph Maher in Ho sposato un'aliena, L'allegra fattoria
- Michael Massee in The Amazing Spider-Man, The Amazing Spider-Man 2 - Il potere di Electro
- Charles Durning in Spia e lascia spiare, Fratello, dove sei?
- Bernard Farcy in Taxxi 3, Taxxi 4
- Richard Schiff, Harry Shandling e Steven Gilborn ne Il dottor Dolittle
- John Neville ne Le avventure del Barone di Munchausen
- Jean-Christophe Bouvet in Taxxi 2
- Ian Bannen in Braveheart - Cuore impavido
- Maury Chaykin in False verità
- John Lithgow in Interstellar
- Scott Glenn in Regina senza corona
- Rod Steiger in Un detective... particolare
- Bob Balaban in Giving Up the Ghost, Gosford Park, Truman Capote - A sangue freddo
- Maury Chaykin in False verità
- Anthony Zerbe in 007 - Vendetta privata
- John Houseman in S.O.S. fantasmi
- Paul Dooley in Sixteen Candles - Un compleanno da ricordare, Happy, Texas
- Kris Kristofferson in Dreamer - La strada per la vittoria
- John Astin in Ma guarda un po' 'sti americani!
- John Candy in La piccola bottega degli orrori
- Danny Aiello in Léon
- Alan Arkin in I perfetti innamorati
- Joe Pantoliano in Identità sospette
- Dan Aykroyd in A spasso con Daisy, Nient'altro che guai
- Eddie Marsan in The Illusionist - L'illusionista
- Jay Brazeau in Colpevole d'innocenza
- Ken Stott in Café Society
- Saginaw Grant in The Lone Ranger
- Richard Briers in Peter Pan
- Derek McGrath in 14 anni vergine
- Burt Young in Duello tra i ghiacci
- Bill Paterson in Miss Potter
- James Doohan in Generazioni
- Graham Greene in Transamerica
- George Dzundza in Colpevole d'omicidio
- Bruno Ganz in Luther - Genio, ribelle, liberatore
- Elliott Gould in Playing Mona Lisa
- Pat Hingle in Pronti a morire
- Ben Kingsley in Regole d'onore
- Jon Lovitz in I tre amigos
- Josh Mostel in Big Daddy - Un papà speciale
- F. Murray Abraham in I tredici spettri
- Geoffrey Rush ne Il sarto di Panama
- Gailard Sartain in Mississippi Burning - Le radici dell'odio
- Tony Shalhoub in Attacco al potere
- James Shigeta in Trappola di cristallo
- Keith Walker ne I Goonies
- Garry Marshall in Corsa a Witch Mountain
- Jack Weston in Corto circuito 2
- Richard S. Castellano ne Il padrino (ridoppiaggio)
- André Penvern in Dream Team
- Seymour Cassel ne I ribelli
- William Hickey ne Il nome della rosa
- Woody Allen ne I ragazzi irresistibili
- Miguel Sandoval in Qualcosa di personale, Danni collaterali
- Clive Russell in Sherlock Holmes
- Zach Grenier ne L'uomo senza volto
- Earl Boen in Una pallottola spuntata 33⅓ - L'insulto finale
- Richard Bradford in Missing - Scomparso (ed. 2005)
- J.E. Freeman in Alien - La clonazione
- Steven Berkoff in Rambo 2 - La vendetta
- Stephen Root ne L'uomo bicentenario
- Ron Perkins in Spider-Man
- James Smith ne La favorita
- Bernard Le Coq ne La damigella d'onore
- Manuel Aranguiz in Levity
- Dean Harrington in Returner - Il futuro potrebbe essere storia
- Hal Holbrook in Lo scapolo d'oro

### Film d'animazione
- Rogers ne L'incantesimo del lago, L'incantesimo del lago 2 - Il segreto del castello, L'incantesimo del lago 3 - Lo scrigno magico
- Re Harold in Shrek 2, Shrek terzo, Shrek e vissero felici e contenti
- McSquizzy in Boog & Elliot a caccia di amici, Boog & Elliot 2, Boog & Elliot 3
- Zio Paperone in Topolino e la magia del Natale, Topolino strepitoso Natale!
- Baby Herman in Chi ha incastrato Roger Rabbit, Roger Rabbit sulle montagne russe
- Alighiero e Re Riccardo in Dante's Inferno - Un poema animato
- Ranger Smith in Yoghi e l'invasione degli orsi spaziali
- Lester in Scooby-Doo e gli invasori alieni
- Narratore in Alla ricerca della Valle Incantata
- Sindaco in Nightmare Before Christmas
- Genio in Zio Paperone alla ricerca della lampada perduta
- Avventura in Pagemaster - L'avventura meravigliosa
- Root in FernGully - La foresta incantata
- Re Llort ne Le avventure di Stanley
- Itchy in Charlie - Anche i cani vanno in paradiso
- Dr. Vincent "Vegas Vinnie" Mustacchi in Fuga dal mondo dei sogni
- Boris in Balto
- Kekata in Pocahontas
- Cavalier Pomodoro in  Cipollino
- Omaeda in Memories
- Nicholas ne Il primo fiocco di neve
- Jimbo Kern in South Park - Il film: più grosso, più lungo & tutto intero
- Jean-Claude in I Rugrats a Parigi - Il film
- Ooblar in Jimmy Neutron - Ragazzo prodigio
- Dr. Sid in Final Fantasy
- padre di Louie ne La voce del cigno
- Colonnello Radcliffe Thornberry ne La famiglia della giungla
- Lampo in La carica dei 101 II - Macchia, un eroe a Londra
- Whitey in Otto notti di follie
- Al-Qadir in El Cid - La leggenda
- Preside Facciacucù in Madeline - Il film
- Lloyd Steam in Steamboy
- Felix in Valiant - Piccioni da combattimento
- Peppe Gallo in Chicken Little - Amici per le penne
- Clement Hedges in Wallace & Gromit - La maledizione del coniglio mannaro
- Scamboli in Pinocchio 3000
- Gamba di Legno in Giù per il tubo
- Dr. Torataro Shima in Paprika - Sognando un sogno
- Dr. Elefun in Astro Boy
- Nonno Natale in Il figlio di Babbo Natale
- Alidoro in Pinocchio
- Malaterre ne Le avventure di Zarafa - Giraffa giramondo
- Becco di cuoio in Free Birds - Tacchini in fuga
- Lawrence ne Il castello magico
- Albus Silente in The LEGO Movie
- Boulanger in Boxtrolls - Le scatole magiche
- Braulio in Justin e i cavalieri valorosi
- Victor Costa in Un gatto a Parigi
- Dr. Brief in Dragon Ball Z: La resurrezione di 'F'
- Re Gristle Sr. in Trolls
- Re Zanza in Savva
- Nonno George in Nocedicocco - Il piccolo drago
- Weird in I 13 fantasmi di Scooby-Doo
- Jiko-Bō in Princess Mononoke (ediz. 2000)
- Il grande Seanachai ne La canzone del mare
- Re in Agenzia Segreta Controllo Magia
- Castellano in Hui Buh

### Serie televisive
- Bob Hoskins in Don Chisciotte, Neverland - La vera storia di Peter Pan
- John Hurt in The Confession, The Last Panthers
- Wallace Shawn in Crossing Jordan, Young Sheldon
- Herb Edelman, James Shigeta, David Hemmings e Richard Libertini ne La signora in giallo
- Hank Azaria, Larry Hankin e Jon Lovitz in Friends
- Joseph Marcell in Willy, il principe di Bel-Air
- Danny DeVito in C'è sempre il sole a Philadelphia
- Dustin Hoffman in Luck
- Russ Tamblyn ne I segreti di Twin Peaks
- David Cronenberg in Alias
- Henry Calvin in Zorro (2ª ediz.)
- Don Knotts in Tre cuori in affitto
- Burt Young in Donna d'onore
- Maury Chaykin in Giovanna d'Arco
- Bruce McGill in Renegade e Walker Texas Ranger
- Paul Reubens in Gotham
- Simon Chandler in The Crown
- H G Tannhaus in Dark
- Mark Hamill in The Flash

### Serie animate
- Zio Paperone in Raw Toonage, Mickey Mouse Works, House of Mouse - Il Topoclub, Topolino
- Fidel Castro, Jason Voorhees, Jerry Springer, Professor Largo (ep.6.2 e 6.21), Scruffy Scruffington, Tito Puente, Uomo Duff (ep. 9.1) e altre voci ne I Simpson[33]
- Capo di Lela, Scruffy Scruffington (ep. 4.18, st. 6-7), Don Bot (st. 7), Presidente McNeal, Super Mario e altri personaggi in Futurama[34]
- Jimbo Kern e Phil Collins in South Park (1ª ediz.)[35]
- Sir Spinabacca ne I Gummi (st. 6)
- Pretty Boy in Teacher's Pet
- Chicco in Cecco della botte - Nuove avventure (st. 1-4)
- Nonno di Jake in American Dragon: Jake Long
- Monsieur French in Ultimate Muscle
- Travis Marshall in Gargoyles - Il risveglio degli eroi
- Ranger Smith ne La caccia al tesoro di Yoghi
- De L'Ennuì ne Le straordinarie avventure di Jules Verne
- Melville in Charlotte (2ª ediz.)
- Nunyez in Belle et Sebastien
- Mosquito in Soul Eater
- Re Artù ne I disastri di Re Artù
- Ben Gunn ne L'isola del tesoro (2015)
- Roy DeSoto in Emergency Plus 4
- Kosuke in Mao Dante

### Videogiochi
- Rizzo in Skylanders: Spyro's Adventure, Skylanders: Giants
- Gastone Paperone in Paperino: Operazione Papero
- Peppe Gallo in Chicken Little[36]
- Jasper in Fable 3[37]

### Reality Show
- Younan Nowzaradan in Vite al limite, Vite al limite: e poi... e Skin tight: la mia nuova pelle

## Direzione del doppiaggio

### Cinema
- Uomini e topi, Mio cugino Vincenzo, Vacanze di Natale '95, Un ragazzo alla corte di re Artù, Austin Powers - La spia che ci provava, Zombies - La vendetta degli innocenti, Houdini - L'ultimo mago, Niente velo per Jasira, North Face - Una storia vera, Ondine - Il segreto del mare, La fontana dell'amore, La linea, Le regole della truffa, 1921 - Il mistero di Rookford, I fiori della guerra, Le due vie del destino, Chi è senza colpa, La scomparsa di Eleanor Rigby, Effie Gray - Storia di uno scandalo, Foto di famiglia

### Telefilm
- Willy il principe di Bel Air, Il pericolo è il mio mestiere, Nicky, Ricky, Dicky & Dawn

### Serie animate
- Futurama, Kissyfur

## Dialoghi italiani
- Film: La famiglia Perez
- Serie animata: Futurama

## Riconoscimenti
- Leggio d'oro alla miglior direzione del doppiaggio: Houdini - L'ultimo mago.
- Premio alla carriera al Festival delle voci d'attore 2015.
- Premio alla Carriera Maschile al Gran Galà del Doppiaggio - Romics 2017.